# Beyond the Sea (The X-Files)
"Beyond the Sea" é o décimo terceiro episódio da primeira temporada da série de ficção científica The X-Files. Ele foi escrito pelos co-produtores executivos Glen Morgan e James Wong, e dirigido por David Nutter. O episódio foi exibido pela primeira vez nos Estados Unidos em 7 de janeiro de 1994 pela Fox. Apesar de ter tido uma audiência muito baixa quando comparado a outros episódios da primeira temporada, "Beyond the Sea" foi bem recebido pela crítica.
A série centra-se nos agentes especiais do FBI Fox Mulder e Dana Scully que trabalham em casos ligados ao paranormal, chamados de Arquivos X. Neste episódio, o pai de Scully morre e se seu ceticismo é colocado a prova por Luther Lee Boggs, um prisioneiro condenado a morte que afirma ter poderes de médium.
Este episódio mostra os protagonistas invertendo pela primeira vez seus papéis de "crente" e "cético", introduzindo um tema de figuras paternas que continuaria pelo restante da série. As análises de "Beyond the Sea" perceberam paralelos e semelhanças entre Scully e a personagem Clarice Starling de The Silence of the Lambs.

## Enredo
Dana Scully passa a Véspera de Natal com seus pais, William e Margaret Scully. Depois deles irem embora, ela adormece no sofá. Mais tarde, ela acorda e vê seu pai sentado na frente dela, falando silenciosamente. O telefone toca e ela atende – a chamada é da sua mãe, que diz que William morreu de um infarto. Ela olha a sala, mas a visão do seu pai desapareceu.
Enquanto isso, um jovem casal é sequestrado de seu carro estacionado por um homem vestido de policial. Dias depois, Scully e seu parceiro Fox Mulder discutem o caso. Mulder diz que o caso é semelhante a outro, e há motivos para crer que os dois jovens serão mortos em questão de dias. Ele também conta que Luther Lee Boggs, um assassino que ele ajudou a prender anos antes, afirma ter tido revelações sobrenaturais sobre o sequestro e ofereceu-se para ajudar a polícia em troca da anulação de sua sentença de morte. Mulder dúvida das afirmações de Boggs.
Mais tarde, os agentes visitam Boggs na prisão, onde ele faz uma grande revelação sobre o casal sequestrado baseado em uma "evidência" que é na verdade um rasgo da camiseta de Mulder. Satisfeitos, eles preparam-se para ir embora. Scully olha para Boggs e tem outra visão de seu pai, falando com ela e cantando "Beyond the Sea", a música que estava tocando em seu funeral. Ela não conta isso a Mulder, e os dois discutem a possibilidade de Boggs ter orquestrado o sequestro com um parceiro para escapar da execução. Na esperança de enganar Boggs e fazê-lo contatar seu cúmplice, Mulder manda um jornal falso ser entregue a ele noticiando que o casal foi encontrado. Ele não cai na armadilha, mas dá aos agentes vagas pistas sobre o caso. Scully, através dessas pistas, encontra um armazém onde o casal estava sendo mantido em cativeiro, e mais tarde leva Mulder e outros agentes para um ancoradouro onde o sequestrador está com os dois jovens. A garota é resgatada, mas o sequestrador atira em Mulder e foge com o garoto.
Convencido do envolvimento de Boggs no caso, o diretor da prisão descarta quaisquer tipos de clemência. Boggs conversa com Scully novamente, afirmando poder contatar William. Ele se oferece para lhe passar uma última mensagem dele se ela comparecer a execução. Boggs também lhe dá informações sobre o novo cativeiro do sequestrador, avisando para ela ficar longe do "diabo". Scully leva consigo vários agentes para o lugar, uma cervejaria, conseguindo libertar o garoto. Scully persegue o sequestrador, porém pára quando ele corre por um pórtico na frente do símbolo da cervejaria: um malicioso diabo. O pórtico cede e o sequestrador cai para sua morte.
Boggs é executado, mas Scully não comparece. Ao invés disso, ela visita Mulder no hospital. Ela afirma agora acreditar que Boggs planejou tudo. Mulder pergunta porque ela não quis ter a chance de ouvir seu pai pela última vez através de Boggs. Ela diz que não precisava porque sabia exatamente o que o pai diria.

## Produção

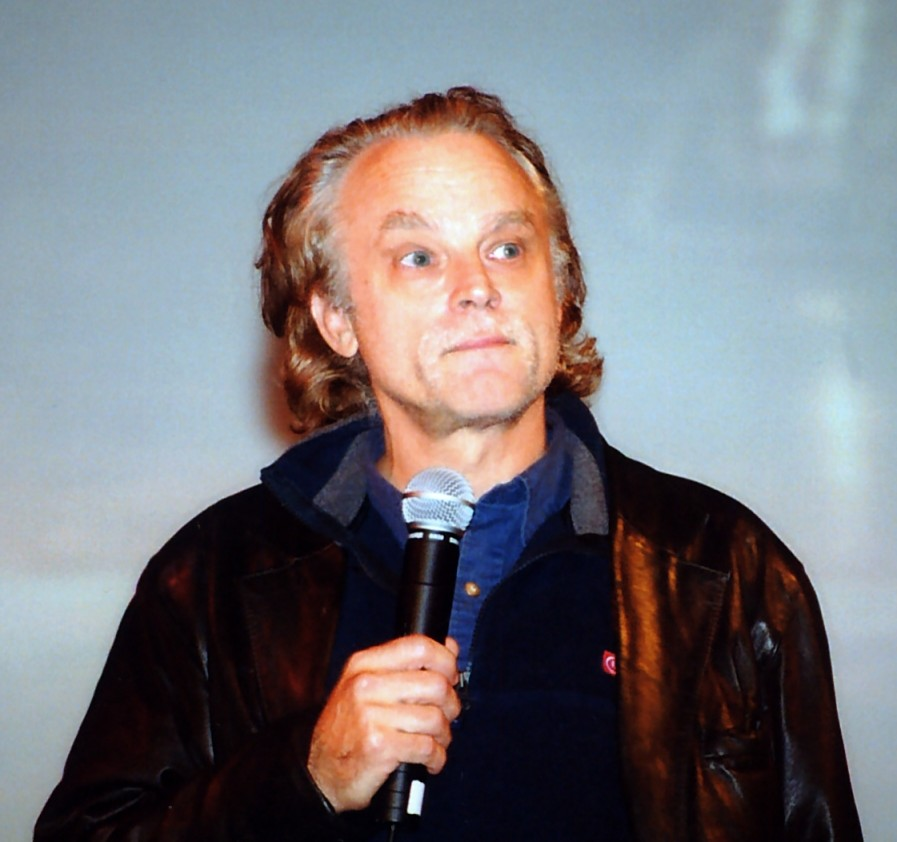
Brad Dourif interpretou Luther Lee Boggs.

"Beyond the Sea" foi escrito pelos parceiros e co-produtores executivos Glen Morgan e James Wong; este foi o quarto roteiro deles para a série. O episódio foi dirigido por David Nutter.
Don S. Davis foi escolhido para intrepretar o pai de Dana Scully, um de muitos membro do elenco de Twin Peaks a aparecer em The X-Files. Davis voltaria a interpretar William Scully em "One Breath", da segunda temporada. Sheila Larken, que interpreta Margaret Scully, é a esposa do co-produtor executivo R. W. Goodwin. Larken apareceria em outros quinze episódios. Morgan e Wong lutaram muito para ter o ator Brad Dourif interpretando o papel de Luther Lee Boggs, mesmo apesar dos altos custos de sua contratação. Chris Carter, criador e produtor executivo da série, ligou para Peter Roth, presidente da 20th Century Fox, durante um jantar de Ação de Graças e o convenceu a deixá-los contratar Dourif. O ator recebeu a oferta para aparecer no episódio com apenas quatro dias de preparação. Ele primeiramente recusou a oferta até que os produtores lhe deram uma semana a mais para se preparar. Enquanto entrava no personagem, os exercícios de respiração de Dourif deixavam seu rosto roxo.
"Beyond the Sea" é um dos episódios favoritos de Carter, que o escolhe como o seu favorito da primeira temporada, e da atriz Gillian Anderson. Morgan também afirma que este é um roteiro que ele tem orgulho. Nutter comentou o episódio, "Acho que é o mais bem realizado trabalho de direção de atores que eu já consegui fazer ... acho que este episódio realmente fez a diferença em como o público olha para Scully. Eu acho que trouxe muita dimensão para a personagem, e realmente teve um grande impacto para a pessoa dela".